# Шарка Блу
Шарка Блу (на английски: Sharka Blue) е чешка порнографска актриса, родена на 7 април 1981 г. в град Хомутов в бивша Чехословакия, днешна Чехия.

## Награди
Носителка на награди
- 2005: Ninfa награда на Международния еротичен филмов фестивал в Барселона награда за най-добра поддържаща атриса.[3][4]

Номинации за награди
- 2006: Номинация за AVN награда за чуждестранна изпълнителка на годината.[3][5]
- 2008: Номинация за AVN награда за най-добра секс сцена в чуждестранна продукция – заедно с Клаудия Роси и Бен Кели за изпълнението им на сцена във филма „Maison Erotique“.[6]